# Liste von Söhnen und Töchtern der Stadt Casablanca
Die Liste von Söhnen und Töchtern der Stadt Casablanca enthält eine alphabetische Übersicht von Persönlichkeiten, die in der marokkanischen Stadt Casablanca geboren wurden.

## A
- Ben Mohammed Abdesselem (1926–1965), französischer Fußballspieler
- Eli Aflalo (* 1952), israelischer Politiker
- Amine Ahouda (* 1997), Tennisspieler
- Karim Alami (* 1973), Tennisspieler
- Morjana Alaoui (* 1983), Schauspielerin
- Sanâa Alaoui (* 1987), Schauspielerin
- Sofia Alaoui (* 1990), französisch-marokkanische Filmregisseurin und Drehbuchautorin
- Shlomo Amar (* 1948), Großrabbiner in Israel
- Fouad Ambelj (* 1993), marokkanisch-österreichischer Breaker
- Fatima Aouam (1959–2014), Mittelstreckenläuferin
- Hicham Arazi (* 1973), Tennisspieler
- Patricia Asbæk (* 1945), dänische Galeristin und Kuratorin
- Pierre Assouline (* 1953), französischer Schriftsteller und Journalist
- Rita Atik (* 1997), Tennisspielerin
- Abdallah Azhar (1939–2015), Fußballspieler

## B
- Abdellah Baallal (* 2004), Fußballspieler
- Muriel Barbery (* 1969), französische Philosophieprofessorin und Schriftstellerin
- Michèle Barzach (* 1943), französische Politikerin und Frauenärztin
- Salaheddine Bassir (* 1972), Fußballspieler
- Henri Belolo (1936–2019), französischer Musikproduzent
- Larbi Ben Barek (1914/17–1992), französisch-marokkanischer Fußballspieler
- Denis Benarrosh (* 1955), französischer Fusionmusiker
- José Bénazéraf (1922–2012), französischer Filmregisseur, -produzent und Drehbuchautor
- Jamel Eddine Bencheikh (1930–2005), französisch-algerischer Schriftsteller und Akademiker
- Eli Ben-Dahan (* 1954), israelischer Politiker
- Badr Benoun (* 1993), Fußballspieler
- Jean-Paul Bertrand-Demanes (* 1952), französischer Fußballtorhüter
- Frida Boccara (1940–1996), französische Sängerin
- Jasmine Bonnin (* 1952), deutsche Sängerin und Liedermacherin
- Maati Bouabid (1927–1996), Premierminister von Marokko
- Ben Mohamed Bouchaïb (* 1924), französischer Fußballspieler
- Soufiane Bouftini (* 1994), Fußballspieler
- Tarik Bouguetaïb (* 1981), Weit- und Dreispringer
- Siham Bouhlal (* 1966), Schriftstellerin, Poetin, Mediävistin und Übersetzerin
- Ismail Boulaghmal (* 1976), deutscher Produzent, Keyboarder, DJ, Künstler und Berater
- Migidio Bourifa (* 1969), italienischer Marathonläufer
- Anne Bragance (* 1945), französische Schriftstellerin
- Olivier Brandicourt (* 1956), französischer Manager
- Charly Bravo (1943–2020), spanischer Schauspieler

## C
- Pedro Casablanc (* 1963), Schauspieler, Regisseur und Synchronsprecher
- Germinal Casado (1934–2016), spanischer Balletttänzer und -regisseur
- Jean-Charles de Castelbajac (* 1949), französischer Mode- und Industriedesigner
- Merieme Chadid (* 1969), marokkanisch-französische Astronomin und Forscherin
- Ghizlane Chebbak (* 1990), Fußballspielerin
- Nisma Cherrat (* 1969), Schauspielerin
- Mohamed Chibi (* 1993), Fußballspieler
- Serge Chiesa (* 1950), französischer Fußballspieler
- Francisco Correa Sánchez  (* 1955), spanischer Unternehmer
- François Cotinaud (* 1956), französischer Saxophonist und Klarinettist

## D
- Abdelali Daraa (* 1990), Amateurboxer und Olympiateilnehmer
- Achraf Dari (* 1999), Fußballspieler
- Nicole Darrigrand (1931–2021), französische Wasserspringerin
- Denis Dayan (1942–1970), französischer Autorennfahrer
- Sharif Dean (1947–2019), algerisch-französischer Musiker
- Bruno Delaye (* 1952), französischer Diplomat
- Arnaud Di Pasquale (* 1979), französischer Tennisspieler
- Nabil Dirar (* 1986), Fußballspieler
- Abdelmajid Dolmy (1953–2017), Fußballspieler
- Patrick Drahi (* 1963), israelisch-französischer Unternehmer

## E
- Aïcha Ech-Chenna (1941–2022), Frauenrechtlerin
- Raphael Edery (1937–2024), israelischer Politiker
- Reda El Amrani (* 1988), Tennisspieler
- Alber Elbaz (1961–2021), israelischer Modeschöpfer
- Ismail Elfath (* 1982), US-amerikanisch-marokkanischer Fußballschiedsrichter
- Touria El Glaoui (* 1974), franko-marokkanische Unternehmerin
- Mohamed El Gourch (1936–2015), Radrennfahrer
- Zouheir Elgraoui (* 1994), Volleyball- und Beachvolleyballspieler
- Ismail El Haddad (* 1990), Fußballspieler
- Ayman El Hassouni (* 1995), Fußballspieler
- Ayoub El Kaabi (* 1993), Fußballspieler
- Badr El Kaddouri (* 1981), Fußballspieler
- Michel Elkoubi (1947–2024), französischer Autorennfahrer
- Gad Elmaleh (* 1971), französisch-marokkanisch-kanadischer Komiker und Filmschauspieler
- Nawal El Moutawakel (* 1962), Leichtathletin, Olympiasiegerin und Politikerin
- Touhami Ennadre (* 1953), marokkanisch-französischer Fotograf
- Saïd Ennjimi (* 1973), französisch-marokkanischer Fußballschiedsrichter
- Sofia Essaïdi (* 1984), französisch-marokkanische Sängerin
- Joseph Ettedgui (1936–2010), britischer Modedesigner

## F
- Mohamed Fakhir (* 1953), Fußballspieler und Trainer
- Faouzia (* 2000), kanadisch-marokkanische Singer-Songwriterin
- Anas Fattar (* 1987), Tennisspieler
- Driss Fettouhi (* 1989), Fußballspieler
- Béatrice Fontanel (* 1957), französische Journalistin und Schriftstellerin
- Frédéric Fontang (* 1970), französischer Tennisspieler
- Guy Forget (* 1965), französischer Tennisspieler
- Mohamed Fouzair (* 1991), Fußballspieler

## G
- Mohamed Ghandora (* 1936), Radrennfahrer
- Ali Ghandour (* 1983), muslimischer Theologe und Buchautor
- Marion Game (1938–2023), französische Schauspielerin
- Mouhcine El Ghomri (1960–2023), deutscher Autor, Regisseur und Dokumentarfilmer
- Franck Goddio (* 1947), französischer Unterwasser-Archäologe
- Ray Gomez (* 1953), E-Gitarrist
- Alain Gottvallès (1942–2008), französischer Schwimmer
- Jacques Guittet (1930–2025), französischer Fechter

## H
- Samuel Hadida (1953–2018), französischer Verleiher und Filmproduzent
- Serge Haroche (* 1944), französischer Physiker und Nobelpreisträger
- Abderrahim Harouchi (1944–2011), Arzt und Politiker
- Christine Hocq (* 1970), französische Triathletin
- Zaineb El Houari (* 1998), Tennisspielerin

## I
- Moshe Ivgy (* 1953), israelischer Schauspieler

## J
- Marie-Louise Jaquet-Langlais (* 1943), französische Organistin und Musikpädagogin
- Houmane Jarir (1944–2018), Fußballspieler und -trainer
- Jeanne-Claude (1935–2009), französische Künstlerin
- Ibtissam Jraïdi (* 1992), Fußballspielerin

## K
- Ilham Kadri (* 1969), französisch-marokkanische Unternehmerin
- Anwar Kandafil (* 1973), Ringer
- Roger Karoutchi (* 1951), französischer Politiker
- Hicham Khaddari (* 1991), Tennisspieler
- Amine Khadiri (* 1988), zyprischer Leichtathlet
- Bouchra Khalili (* 1975), marokkanisch-französische bildende Künstlerin

## L
- Joëlle de La Casinière (* 1944), marokkanisch-französische Mixed Media- und Videokünstlerin
- Titouan Lamazou (* 1955), französischer Maler, Schriftsteller und Segler
- Nadir Lamyaghri (* 1976), Fußballtorhüter
- Ahmed Laraki (1931–2020), Politiker sowie Premier- und Außenminister Marokkos
- Robert Leroux (* 1967), französischer Fechter
- Jitzchak Levy (* 1947), israelischer Rabbiner und Politiker
- Claude Liauzu (1940–2007), französischer Historiker
- Édouard Lock (* 1954), kanadischer Choreograph und Tänzer

## M
- Ahmed Madouni (* 1980), algerischer Fußballspieler
- Ivar Maenss (1908–2003), deutscher Diplomat
- Pierre Magnard (* 1927), französischer Philosoph
- Abderrahman Mahjoub (1929–2011), Fußballspieler
- Mohamed Majd (1940–2013), Schauspieler
- Lahcen Majdi (* 1970), französischer Rollstuhltennisspieler
- Victor Malka (* 1960), französischer Physiker
- Laïla Marrakchi (* 1975), Regisseurin und Drehbuchautorin
- Jean-Louis Méchali (* 1947), französischer Jazzmusiker und Musikproduzent
- Hamza Mendyl (* 1997), Fußballspieler
- Roberto Messina (1934–2024), italienischer Stuntman und Schauspieler
- Jacques Monod (1918–1985), französischer Schauspieler
- French Montana (* 1984), US-amerikanischer Rapper und Sänger
- Philippe Morillon (* 1935), französischer Vier-Sterne-Armee-General und Mitglied des Europäischen Parlaments
- Sanaâ Mssoudy (* 1999), Fußballspielerin

## N
- Mohamed Taieb Naciri (1939–2012), Jurist und Politiker
- Noureddine Naybet (* 1970), Fußballspieler
- Alberto Negrin (* 1940), italienischer Fernseh- und Filmregisseur sowie Fotograf
- Mustapha Nejjari (* 1951), Radrennfahrer
- Simon Neuberg (* 1961), französischer Jiddist
- Wahabi Nouri (* 1970), deutscher Koch, mit zwei Sternen im Guide Michelin ausgezeichnet

## O
- Maurice Ohana (1913–1992), französischer Komponist
- Michel Ohayon (* 1961), französischer Unternehmer
- Michèle Ohayon (* 1960), israelische Filmregisseurin, Filmproduzentin und Drehbuchautorin
- Jens Olesen (* 1950), dänischer Historiker
- Ahmed Omar (* 1933), Radrennfahrer
- Driss Ouadahi (* 1959), algerischer Maler
- Azzedine Ounahi (* 2000), Fußballspieler

## P
- Katherine Pancol (* 1954), französische Autorin
- Daniel Pennac (* 1944), französischer Schriftsteller
- Jitzchak Chaim Peretz (* 1938), israelischer Politiker
- Jitzchak Peretz (1936–2002), israelischer Politiker und Knessetabgeordneter
- Philippe Piat (* 1942), französischer Fußballspieler
- Christian de Portzamparc (* 1944), französischer Architekt und Stadtplaner

## R
- Yassine Rachik (* 1993), italienischer Leichtathlet
- Zenza Raggi (* 1970), marokkanisch-deutscher Pornodarsteller und Regisseur
- Soufiane Rahimi (* 1996), Fußballspieler
- Ahmad Ramzi (1939–2012), Politiker und Diplomat
- Sady Rebbot (1935–1994), französischer Schauspieler und Synchronsprecher
- Jean Reno (* 1948), französischer Schauspieler
- Mouhcine Rhaili (* 1981), Straßenradrennfahrer
- Youssef Rossi (* 1973), Fußballspieler
- Pierre-François Rousselot (* 1948), französischer Autorennfahrer

## S
- Mohamed Saber (* 1987), Tennisspieler
- Ghizlane Samir (* 1976), französische Inline-Speedskaterin
- Imane Saoud (* 2002), marokkanisch-französische Fußballspielerin
- Mounir Satouri (* 1975), französischer Politiker
- Otto Schultz-Brauns (1896–unbekannt), deutscher Mediziner und SS-Sturmbannführer
- Abraham Serfaty (1926–2010), Dissident, Regimekritiker und politischer Aktivist
- Mahassine Siad (* 1988), Beachvolleyballspielerin
- Daniel Sivan (* 1949), marokkanisch-israelischer Semitist und Hochschullehrer
- Ayoub Sørensen (* 1988), dänischer Fußballspieler
- Alain Souchon (* 1944), französischer Liedermacher, Sänger und Schauspieler
- Johanne Sutton (1966–2001), französische Hörfunkjournalistin und Reporterin

## T
- Achraf Tadili (* 1980), kanadischer Mittelstreckenläufer
- Fatima Tagnaout (* 1999), Fußballspielerin
- Amine Talal (* 1996), Fußballspieler
- Mohammed Tamim (* 1958), Architekt und Forscher
- Frédéric Matys Thursz (1930–1992), marokkanisch-US-amerikanischer monochromer Maler
- Abderrahim Tounsi (1936–2023), Humorist
- Zineb Triki (* 1980), marokkanisch-französische Schauspielerin

## V
- Jean-Philippe Vassal (* 1954), französischer Architekt und Hochschullehrer
- Joseph Ventaja (1930–2003), französischer Boxer
- René Verzier (1934–2024), kanadischer Kameramann
- Richard Virenque (* 1969), französischer Radrennfahrer

## W
- Nelly Wenger (* 1955), französische Generaldirektorin und Länderchefin von Nestlé Schweiz

## Y
- Ghani Yalouz (* 1967), französischer Ringer
- Nadia Yassine (* 1958), Autorin

## Z
- Moad Zahafi (* 1998), Mittelstreckenläufer
- Jean-François Zevaco (1916–2003), französischer Architekt
- Alaa Zouiten (* 1985), Fusionmusiker
- Olga Zrihen (* 1953), belgische Politikerin